# Associazione Calcio Treviso 1989-1990
Questa voce raccoglie le informazioni riguardanti l'Associazione Calcio Treviso nelle competizioni ufficiali della stagione 1989-1990.

## Stagione
La stagione 1989-90 è universalmente riconosciuta come una delle più belle della storia del Treviso.
In estate, Domenico Zanini rileva la società e ingaggia come allenatore Francesco Guidolin, rampante tecnico proveniente dal Giorgione.
Vengono ceduti Intropido all'Oltrepò e Gianni De Biasi al Bassano, mentre arrivano i difensori Babuin dalla Reggina, Fantinato dal Martellago e Salvalajo dal Giorgione, il centrocampista Mantovani dal Venezia, Lenisa dal Conegliano e Giuseppe Pillon dal Giorgione e gli attaccanti Luigi Capuzzo dal Caerano e Calamai dalla Fiorentina.
Il Treviso gioca un calcio spettacolare, e solo un rendimento deficitario fuori casa (2 vinte, 6 pareggiate e ben 9 perse) gli impedisce di ottenere la promozione in serie C1.
La formazione base è la seguente: Raveane; Morao, Fantinato; Pillon, Salvalajo, Lenisa; Calamai, Seno, Capuzzo, Mantovani, Strukelj.
Capuzzo è capocannoniere con 10 gol, mentre Seno ne realizza 8.

## Risultati

### Serie C2

#### Girone di andata
| 17 settembre 1989 1ª giornata | Suzzara | 1 – 0 | Treviso |  |

| 24 settembre 1989 2ª giornata | Treviso | 1 – 0 | Centese |  |

| 1º ottobre 1989 3ª giornata | Varese | 2 – 1 | Treviso |  |

| 8 ottobre 1989 4ª giornata | Treviso | 3 – 0 | Cittadella |  |

| 15 ottobre 1989 5ª giornata | Treviso | 4 – 0 | Orceana |  |

| 22 ottobre 1989 6ª giornata | SPAL | 0 – 0 | Treviso |  |

| 29 ottobre 1989 7ª giornata | Treviso | 1 – 0 | Legnano |  |

| 5 novembre 1989 8ª giornata | Palazzolo | 1 – 2 | Treviso |  |

| 12 novembre 1989 9ª giornata | Treviso | 3 – 1 | Juventus Domo |  |

| 19 novembre 1989 10ª giornata | Ospitaletto | 2 – 0 | Treviso |  |

| 26 novembre 1989 11ª giornata | Treviso | 0 – 0 | Valdagno |  |

| 3 dicembre 1989 12ª giornata | Sassuolo | 1 – 0 | Treviso |  |

| 10 dicembre 1989 13ª giornata | Treviso | 2 – 1 | Virescit Bergamo |  |

| 17 dicembre 1989 14ª giornata | Ravenna | 1 – 0 | Treviso |  |

| 30 dicembre 1989 15ª giornata | Solbiatese | 1 – 1 | Treviso |  |

| 7 gennaio 1990 16ª giornata | Treviso | 1 – 2 | Pro Sesto |  |

| 14 gennaio 1990 17ª giornata | Pergocrema | 2 – 1 | Treviso |  |

#### Girone di ritorno
| 28 gennaio 1990 18ª giornata | Treviso | 0 – 0 | Suzzara |  |

| 4 febbraio 1990 19ª giornata | Centese | 0 – 0 | Treviso |  |

| 11 febbraio 1990 20ª giornata | Treviso | 0 – 0 | Varese |  |

| 18 febbraio 1990 21ª giornata | Cittadella | 0 – 0 | Treviso |  |

| 4 marzo 1990 22ª giornata | Orceana | 1 – 0 | Treviso |  |

| 11 marzo 1990 23ª giornata | Treviso | 3 – 1 | SPAL |  |

| 18 marzo 1990 24ª giornata | Legnano | 2 – 0 | Treviso |  |

| 25 marzo 1990 25ª giornata | Treviso | 1 – 0 | Palazzolo |  |

| 1º aprile 1990 26ª giornata | Juventus Domo | 0 – 2 | Treviso |  |

| 8 aprile 1990 27ª giornata | Treviso | 1 – 0 | Ospitaletto |  |

| 14 aprile 1990 28ª giornata | Valdagno | 0 – 0 | Treviso |  |

| 29 aprile 1990 29ª giornata | Treviso | 2 – 1 | Sassuolo |  |

| 6 maggio 1990 30ª giornata | Virescit Bergamo | 0 – 0 | Treviso |  |

| 13 maggio 1990 31ª giornata | Treviso | 1 – 0 | Ravenna |  |

| 20 maggio 1990 32ª giornata | Treviso | 0 – 2 | Solbiatese |  |

| 27 maggio 1990 33ª giornata | Pro Sesto | 1 – 0 | Treviso |  |

| 3 giugno 1990 34ª giornata | Treviso | 2 – 0 | Pergocrema |  |